# Cymbidium hookerianum
Cymbidium hookerianum је врста орхидеја из рода Cymbidium и породице Orchidaceae. Природно станиште је од источног Непала до јужне Кине. Нису наведене подврсте у бази Catalogue of Life.